# Samal Iesliamova
Samal Yeslyamova (russe : Еслямова Самал Ильясовна), née le 1er septembre 1984 à Petropavlovsk, est une actrice kazakhe, prix d'interprétation féminine du Festival de Cannes 2018.

## Biographie
Elle fait ses études au GITIS, l'académie russe des arts du théâtre à Moscou entre 2007 et 2011.
Alors étudiante, elle tourne dans Tulpan de Sergey Dvortsevoy, qui reçoit le prix Un Certain Regard à Cannes en 2008. Dix ans plus tard, elle reçoit le Prix d'interprétation féminine du Festival de Cannes pour son rôle dans Ayka du même réalisateur. Elle reçoit aussi le prix de la meilleure actrice lors du Festival international du film d'Antalya 2018. Elle reçoit le prix de la meilleure actrice pour ce même rôle lors de la 33e cérémonie des Nika.
En novembre 2018 elle fait partie du jury de Bille August lors du 40e Festival international du film du Caire.
En 2019 elle fait partie du jury des longs métrages du 24e Festival international du film de Busan.

## Filmographie
- 2008 : Tulpan
- 2018 : Ayka
- 2019 : Les Voleurs de chevaux de Yerlan Nurmukhambetov et Lisa Takeba

## Distinctions
- Festival de Cannes 2018 : Prix d'interprétation féminine pour Ayka
- Festival international du film d'Antalya 2018 : prix de la meilleure actrice pour Ayka
- 33e cérémonie des Nika : prix de la meilleure actrice pour Ayka